# ProKennex
ProKennex er en taiwansk producent af ketsjersportsudstyr til tennis, squash, badminton og racquetball. Virksomhedens hovedkvarter er i Taichung. Virksomhedens produkter blev globalt udbredte i 1980'erne, hvor produktion i Taiwan boomede grundet gunstige økonomiske forhold. Moderselskabet Kunnan Enterprise Ltd. har haft finansielle vanskeligheder siden midten af 1990'erne, hvilket har medført en tilbagegang i brugen af ProKennex-navnet på globalt plan. I dag fokuseres på en niche af forbrugere der er interesserede i teknologiske forbedringer indenfor ketsjersport. Det sker ved, at virksomheden promoverer sine produkter ved at fremhæve sig som en "science and design company", snarere end en producent af standardketsjere.

## Historie
Forløberen til virksomheden begyndte i 1965 da Lo Kunnan, søn af en plastiklejetøjsvåbenproducent, begyndte af producere træbadmintonketsjere i baghaven af sin fars hus. I 1968 begyndte Lo Kunnan at producere trætennisketsjere, efterfulgt af aluminiumsketsjere i 1973. 
I 1978 lancerede Lo Kunnan en sportsudstyrsvirksomhed Kunnan Enterprises Ltd., med ProKennex som tilhørende ketsjermærke. I følge virksomheden selv så skrev de historie i 1980, eftersom de fremstillede verdens første mid-size grafit-tennisketsjer, efterfulgt af verdens første grafit-squashketsjer i 1983.